# Scott Nails
Scott Nails, né le 29 avril 1982, est un acteur de films pornographiques américain.

## Biographie
Scott Nails commence à travailler dans la construction dès l'âge de 15 ans. Il entre dans l'industrie pornographique via sa petite amie strip-teaseuse qui lui propose d'être son partenaire lorsqu'elle a l'occasion de tourner une scène hétérosexuelle.

## Récompenses
- 2006 : AVN Award Meilleur nouveau venu (Best New Male Performer)
- 2006 : AVN Award Meilleure scène de sexe de groupe - Vidéo (Best Group Sex Scene - Video) pour Squealer
- 2006 : AVN Award Meilleure scène de sexe oral - Vidéo (Best Oral Sex Scene - Video) pour Squealer
- 2006 : XRCO Award Best New Stud

### Nominations
- 2007 : AVN Award Acteur de l'année (Male Performer of the Year)
- 2007 : F.A.M.E. Awards Favorite

## Filmographie sélective
- Squealer (2004)
- Sexual Freak 10: Katsuni (2008)